# Moncks Corner
Moncks Corner település az Amerikai Egyesült Államok Dél-Karolina államában, Berkeley megyében, melynek megyeszékhelye is. Lakosainak száma 13 297 fő (2020. április 1.).

## Népesség
A település népességének változása:

| 2010 | 7 885  |
| 2020 | 13 297 |